# Hermann Scheffler (Physiker)
August Christian Wilhelm Hermann Scheffler (* 10. Oktober 1820 in Braunschweig; † 14. August 1903 ebenda) war ein deutscher Ingenieur, Mathematiker und Physiker.

## Leben
Scheffler war seit 1846 als Bauaufseher und Landvermesser tätig, wurde 1851 Finanzsekretär und 1853 Finanzassessor bei der herzoglichen Eisenbahn- und Postdirektion in Braunschweig. 1852 wurde er an der Universität Jena promoviert. 1854 machte man Scheffler zum Baurat und 1870 zum Oberbaurat. Er galt zu seiner Zeit als bedeutender Eisenbahnfachmann, entwickelte Bau- und Betriebsgrundsätze im Eisenbahnwesen und verfasste zahlreiche mathematische und physikalische Arbeiten. Von 1876 bis 1885 war er Eisenbahndirektor in Braunschweig.
Am 4. Februar 1937 wurde die Jüdelstraße im Bebelhof nach ihm in Schefflerstraße umbenannt.

## Schriften
- Über das Verhältnis der Arithmetik zur Geometrie. Braunschweig 1846.
- Der Situationskalkul. Braunschweig 1851.
- Die unbestimmte Analytik. Hannover 1854.
- Die polydimensionalen Größen. Braunschweig 1880.
- Die magischen Figuren. Leipzig 1882.
- Mechanische Principien der Ingenieurkunst. 2 Bände Braunschweig 1845.
- Die Principien der Hydrostatik und Hydraulik. 2 Bände Braunschweig 1847.
- Die Theorie der Gewölbe, Futtermauern und eisernen Brücken. Braunschweig 1857.
- Die Theorie der Festigkeit gegen das Zerknicken. Braunschweig 1858.
- Die Auflösung der Algebraischen und Transzendenten Gleichungen. Braunschweig 1859.
- Über Gitter- und Bodenträger und über die Festigkeit der Gefäßwände. Braunschweig 1862.
- Die Ursachen der Dampfkesselexplosionen. Berlin 1867.
- Die physiologische Optik. 2 Bände Braunschweig 1864–65.
- Die Gesetze des räumlichen Sehens. Braunschweig 1866.
- Die Theorie der Augenfehler. Wien 1868.
- Sterblichkeit und Versicherungswesen. Wien 1868.
- Die Naturgesetze und ihr Zusammenhang mit den abstrakten Wissenschaften. 4 Teile und 3 Suppl. Leipzig 1876–81.
- Die Theorie des Lichtes. Leipzig 1883.
- Die Welt nach menschlicher Auffassung. Leipzig 1885.
- Die Steuer-, Einkommen- und Geldverhältnisse und das natürliche Wahlrecht. Berlin 1887.
- Grundlagen der Wissenschaft. Braunschweig 1889.
- Beiträge zur Theorie der Gleichungen. Leipzig 1891.
- Beiträge zur Zahlentheorie. Leipzig 1891.
- Die quadratische Zerfällung der Primzahlen. Leipzig 1892.
- Die Äquivalenz der Naturkräfte und das Energiegesetz als Weltgesetz. Leipzig 1893.
- Die Grundfesten der Welt. Braunschweig 1896.
- Das Wesen der Mathematik und der Aufbau der Welterkenntnis auf mathematischer Grundlage. 2 Bände Braunschweig 1896.